# セルベースSPR顕微鏡
セルベースSPR顕微鏡は、細胞表面に発現している分子（膜タンパク質、糖鎖 など）とアナライト分子（低分子化合物、抗体、ペプチド など）との相互作用をSPR検出系で計測し、カイネティクス解析により当該分子間の結合速度定数：kon、解離速度定数：koff、解離定数：KDを取得する分子間相互作用解析システムである。 セルベースSPRの計測・解析に関する基礎技術はアリゾナ州立大学での研究により確立され、この研究成果をもとに米国Biosensing Instrument（バイオセンシング インスツルメント）社が初めて製品化に成功した。

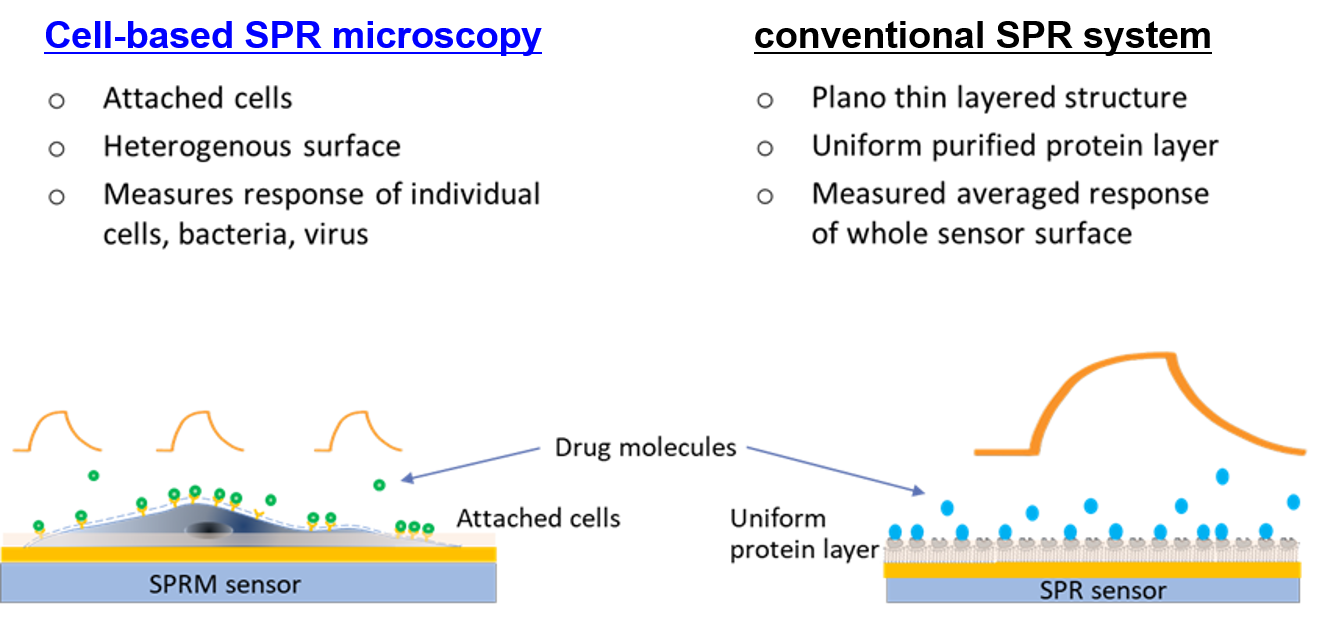
セルベースSPR顕微鏡の原理
左側：SPR顕微鏡のセルベースSPR計測系と、
右側：従来のSPR計測系

## セルベースSPR計測システム
セルベースSPR計測システムは、SPR計測用センサーチップの金膜面上で培養した細胞の膜タンパク質や糖鎖と、アナライト分子（低分子化合物、タンパク質、ペプチド etc.）との分子間相互作用をSPRシグナルとして検出する。 従来のSPR計測システムは、センサーチップの金膜表面から数百ナノメートルの範囲で生じる質量変化・分子構造の変化をSPRシグナルとして検出するため、計測範囲を超える厚みがある細胞表面に存在する膜タンパク質や糖鎖などの分子との相互作用を検出することはできない。セルベースSPR計測システムは、細胞表面における分子間相互作用に起因する細胞の物理変化をSPRシグナルとして検出することにより、細胞表面の分子とアナライト分子との分子間相互作用をダイレクトに計測することが可能である。

### 膜タンパク質研究におけるセルベース計測系の意義
セルベースではない従来のSPR計測系では、単離・精製した膜タンパク質をSPR計測用センサーチップに固相化して、アナライト分子との相互作用を計測する。しかしながら、細胞膜上に存在するという精製膜タンパク質の特性から、実験用のサンプルの確立・調製には多くの技術的課題があることが知られている。 セルベースSPR計測システムは膜タンパク質を単離・精製することなく、細胞そのままを使って分子間相互作用計測を行うため、本来の機能・構造を有する膜タンパク質とのSPR分子間相互作用計測を行うことができる。

### ＜精製膜タンパク質調整の課題＞
（１）膜タンパク質の機能には、細胞膜や細胞内の分子との相互作用が関与していることから、単離・精製することによって本来の機能性が喪失もしくは低下することがある
（２）膜輸送系などの細胞膜上で複合体を形成している膜タンパク質では、精製時に複合体を形成するドメインが分離してしまい、元どおりの複合体構造を再構築することは難しい
（３）膜タンパク質には疎水性ドメインである膜貫通領域が含まれているため、膜から分離することにより凝集・不溶化することがある。このような場合、分子構造の改変等により可溶化を行うことが出来るが、本来の機能・活性を維持したまま可溶化することは非常に難しい。

## 高分解能二次元SPR計測
一般的にセルベースの計測では、細胞間で発現プロファイルが異なる不均一性に起因する計測条件のばらつきを標準化するために、同一反応系で複数の細胞をターゲットとする計測を行う必要がある。セルベースSPR顕微鏡のSPRシグナル検出器は二次元的な広がりの計測視野を有しており、同一計測視野内で複数の細胞をターゲットとする分子間相互作用シグナルを計測する。 また、セルベースSPR顕微鏡のSPRシグナル検出器は顕微鏡レベルの高い空間分解能でSPRシグナルを測定することにより、局所的に分布しているSPRシグナルを高精度に検出することが可能である。

### 二次元計測における高分解能計測の意義
セルベースSPR顕微鏡は、顕微鏡レベルの高い空間分解能で二次元計測領域内のSPRシグナルを計測・アウトプットすることが出来るため、ウイルスなどナノメートルサイズの微小な構造体の可視化・分析、シングルセルや細胞表面に局所的に分布している分子との相互作用の計測・解析を行うことができる。

### 論文
1. ↑  W. Wang et al, “Label-free measuring and mapping of binding kinetics of membrane proteins in single living cells”, Nature Chemistry, 2012, 4(10), 846-53.
2. ↑  Navratilova I, “Besnard J, Hopkins AL. Screening for GPCR Ligands Using Surface Plasmon Resonance”, ACS Med Chem Lett. 2011 Jul 14;2(7):549-554.
3. ↑  S. Wang et al, “Label-free imaging, detection and mass measurement of single viruses by Surface Plasmon Resonance”, Proc Natl Acad Sci U S A, 2010, 107 (37), 16028-16032.
4. ↑  W. Wang et al, “Mapping Single-Cell–Substrate Interactions by Surface Plasmon Resonance Microscopy”, Langmuir, 2012, 28(37), 13373-13379.